# Lorenz Wessel
Lorenz oder Laurentius Wessel (* 1529 in Essen; † nach 1576 vermutlich in Österreich) war ein deutscher Kürschner und Meistersinger.

## Leben

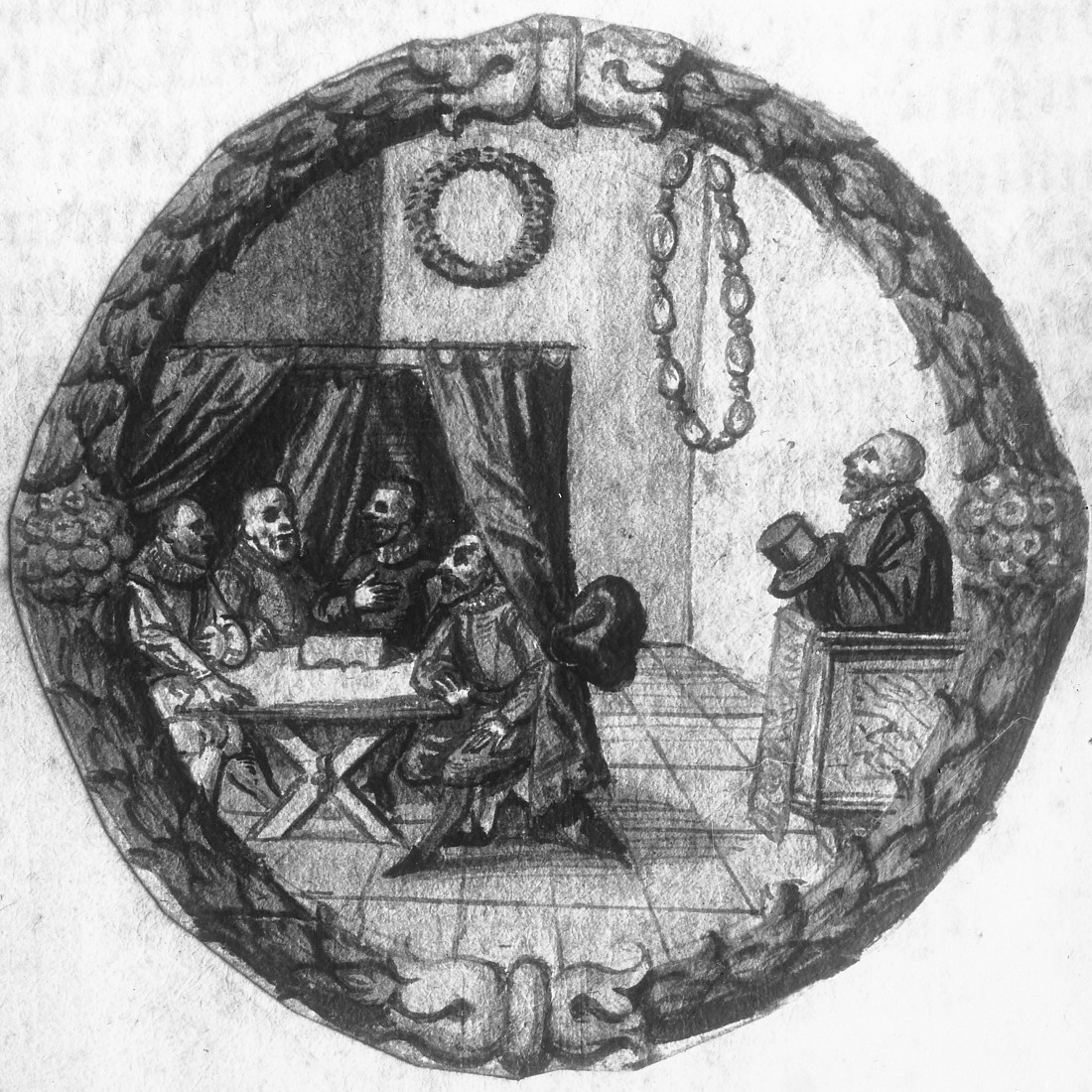
Meistersinger beim Vortrag; der „Merker“ sitzt hinter einem Vorhang. Zeichnung in einer Handschrift von Georg Hager, 1592

Lorenz Wessel stammte aus Essen im „Niederland“. Kürschner (Buntmeker, Pelzer) werden in Essen seit dem Mittelalter erwähnt, aus dem Jahre 1525 sind Die Statuten des Pelzeramtes zu Essende überliefert. Auch der Familienname Wessel ist zeitgenössisch in Essen belegt.
Seine Wanderjahre als Kürschner-Geselle führten Wessel an die Elbe, nach Bayern und nach Österreich. Aufenthalte Wessels sind 1553 in Magdeburg, 1557 in Moosburg an der Isar, 1562 in Steyr und Waidhofen an der Ybbs, 1565 in Eisenerz (Steiermark), 1568, 1570 in Wien, 1570 in Mistelbach an der Zaya (Niederösterreich) und 1573 in Wien belegt.
Wessel verfasste 1553 in Magdeburg ein Lied über den „fall Adams vnnd Euae“. Der Magdeburger Meistersinger Valentin Voith (* um 1487; † nach 1558) dichtete einen Schwank über einen von seiner Frau betrogenen einäugigen Seifensieder „im kurzen dohn Lorentz Wessels aus Essen“. Bereits 1554 verfasste Hans Sachs das Lied In dem ailften capitel über Richter 11,34-40  „in der zankweis Lorenz Wesels“. Vermutlich in der Zeit seines Magdeburger Aufenthalts dichtete Lorenz Wessel ein Gedicht über den Stamm und die Ankunft des Hauses Sachsen von König Sighard in Engern bis auf Kurfürst August in 15 „Gesätzen“ zu je 24 Reimzeilen, das 1563 bei dem Chronisten Ernst Brotuff überliefert wurde.

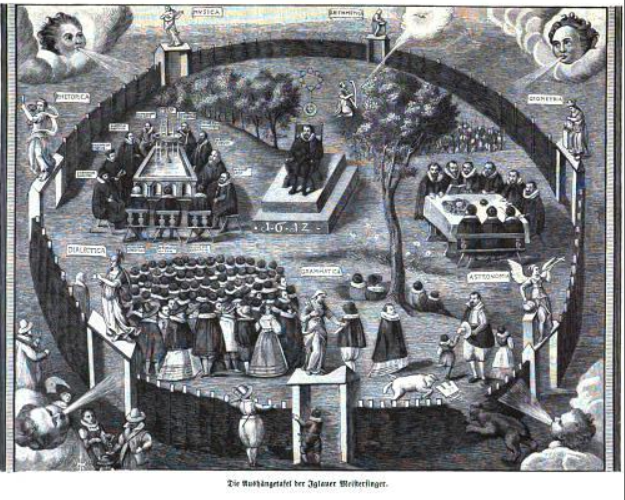
Meistersinger auf einem Singstuhl (Mitte). Johann Weidhofer, Iglauer Postenbrief 1612

1562 stellte Lorenz Wessel im Alter von 33 Jahren eine Tabulatur vndt Ordnung der Singer in Steyer im Lande ob der Ens gelegen auf. Im damals protestantischen Steyr bestand eine Meistersinger-Schule. Lorenz Wessel von Essen verfasste zu Ehren der Steyrer Meistersinger ein Lied, in dem er die dortigen 13 Meister namentlich aufführte: Messerer Erhard Engelauer, Kürschner Friedrich Fachenback, Messerer Martin Fronberger, Weber Matthäus Grandler (Grundler), Schleifer Simon Hauerstein, Hieronimus Keller, Messerer Melchior Klad (Kled), die beiden Ahlenschmiede Severin und Hans Kriegsauer (Griechsaver), Schleifer Michell Schlaher, Messerer Thomas Springenstein, Messerer Stofferoder (Stoffel Oder?) und Scherschmied Chistoph Weixelbraun. Die Steyrer Tabulatur enthält vier Abschnitte:
1. Die verschiedenen Reimarten und die Einrichtung des Gewerkes.
2. Die Strafen beim Binden der Reime und beim Vortrage des Gesanges im Allgemeinen.
3. Die Fehler innerhalb des Verses und die Strafen bei gewöhnlichen Singschulen.
4. Die Strafen bei feierlichen Singschulen.

Die Tabulatur wurde 1571 in einer verkürzten Form auch von den Meistersingern im mährischen Iglau angenommen.
Für Maximilian II. verfasste Lorenz Wessel 1563 ein Lied anlässlich dessen Königs-Krönungen, das er drucken ließ – vielleicht in der Hoffnung, dafür eine Gratifikation zu erhalten. Die Anfangsbuchstaben der Zeilen bilden akrostichisch die Worte: Dem Allerdvrchlevchtigisten und Grosmechtigisten Kynig und Herren Herren Maximiliano Roemischem Hungarischem vnd Boemischem Kynig Ertzhertzogen zv Oesterreich Hertzogen zv Bvrgundi und Grafen zv Tirol et cetera Irer Kynigcklichen Mayestat zu einem Herlichen Lobsprvch zu Eren Gedicht. Es schließt mit einer Gloria-Patri-Strophe und der Zeile: Das wünscht Lorentz Wessel von Essen. AMEN. Dem Eisenerzer Bürger und Radmeister Andree Steinwerfer († um 1571), der 1559 Gewerke der Grube Radmer wurde, widmete Wessel um 1565 ein akrostichisches Gedicht auf dessen Namen, das 1569 in einem Sammelband geistlicher Lieder veröffentlicht wurde.
1566 schrieb Lorenz Wessel ein Lied auf militärische Erfolge gegen die Türken und den Tod des Grafen Nikola Šubić Zrinski (Nikolaus Schubitsch von Serin) († 1566) in Ungarn, das gedruckt wurde. Von der Schrift erschienen in kurzer Zeit mehrere unautorisierte Raubdrucke. Wessel wandte sich deshalb an Kaiser Maximilian II. mit der Bitte um die Erteilung eines Druckprivilegs. Der Reichshofrat hatte jedoch kein Interesse, das Urheberrecht an poetischen Werken zu schützen, und erteilte Lorenz Wessel aus Essen am 21. Juli 1567 den Bescheid,
„dem Supplikanten anzuzaigen die Majestät hab net in gebrauch auf dergleichen gedichte und gesänge impressoria zu geben, da er es aber trukken lassen wolle, möge er dasselb ihrer Majestät halben wohl thun“.
Auch in der Folgezeit erschienen viele Nachdrucke der Veröffentlichungen Wessels, 1570 wurde ein Werk in die niederdeutsche Sprache – Wessels Muttersprache – übersetzt.

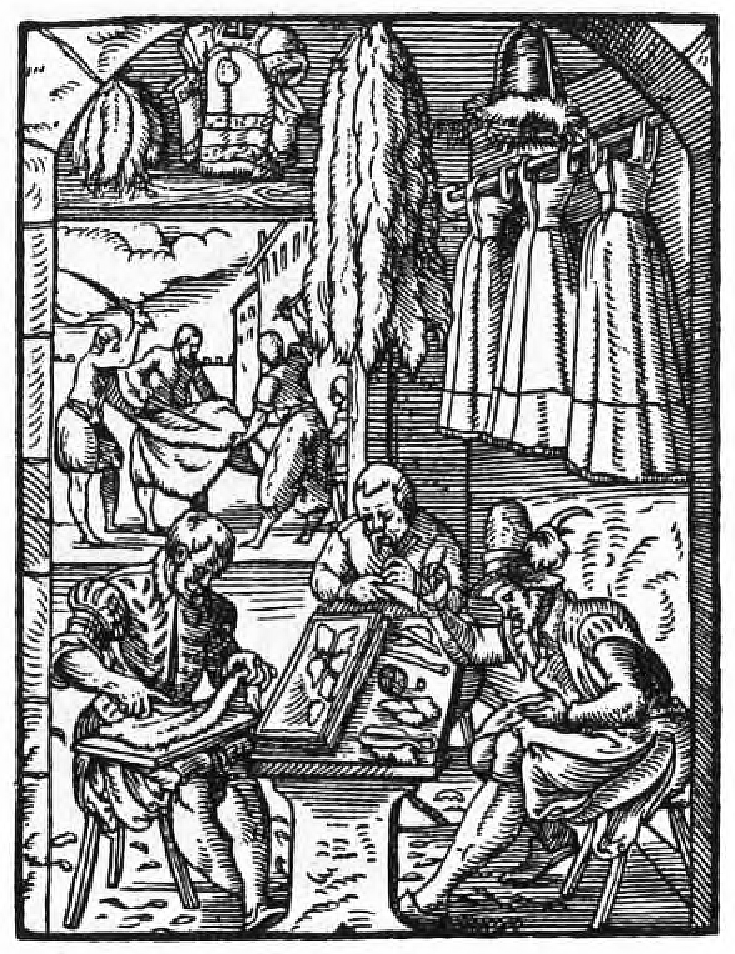
Kürschnerwerkstatt, 1568

Der Nürnberger Meistersinger Georg Hager (* 1552; † vor 1634) berichtet von einem Meistergesang, den „dicht lorencz wesl kürschner von Eisen (= Essen) ieczt jm 1567 jar, vnd ist mir von singer von steyer geschickt worden“. Von dem Breslauer Meistersinger Adam Puschmann (1532–1600), der ein Lied Wessels von 1568 in seine Sammlung aufnahm, wurde er 1584/88 als „ein Kirschner vnd Landreiser von Essling (= Essen)“ bezeichnet, der „aus dem Niederland“ gekommen sei.
Lorenz Wessel wandte sich in seinen Liedern gegen Wucher und Spekulationsgeschäfte mit Getreide. In Mistelbach an der Zaya schrieb er 1570 ein Lied über den Foltertod des unschuldig des Diebstahl angeklagten Schneiders Hans Rothaler, der sich im nahen Eibesthal ereignet hatte. Die Schrift ist dem protestantischen Landesherrn Wolfgang II. von Liechtenstein-Nikolsburg (1536–1585) gewidmet.
Am 12. Januar 1570 wurde im böhmischen Kuttenberg (Kutná Hora) ein Nordlicht beobachtet, das als „erschröcklich Wunderzeichen“ betrachtet wurde. Lorenz Wessel hat ein Lied über diese Erscheinung gedichtet, dessen Druck nicht erhalten ist. Er erwähnte darin, dass es zur gleichen Zeit in Florenz Feuer geregnet hat.
Nach seinem Lied auf Graf Zrinski dichtete Wessel 1571 weitere sogenannte „Türkenlieder“ aus Anlass der Eroberung der bis dahin venezianischen Stadt Nikosia durch das Osmanische Reich (1570) und zum Tod von Georg Thury (1519–1571), dem ungarischen Kommandanten von Kanizsa (Kanischa). 1573 verfasste er ein genealogisches Lobgedicht in 23 Strophen auf Kaiser Maximilian II.
Lorenz Wessel wird nach 1576 nicht mehr lebend erwähnt. Die Notiz „gedicht durch Lor. Wesel. geschr[ieben] zu Steier 1587. 6 sept.“ in der Wiener Handschrift des Meistersingers Peter Heiberger († nach 1614) bezieht sich auf das Datum der Abschrift, nicht der Abfassung eines Liedes.

## Bedeutung für die Entwicklung des Meistergesangs
Lorenz Wessel wird in den Lieder-Sammlungen von Heiberger, Wolf Bauttner, Paul Freudenlechner und anderen, in Protokollen von Meistersinger-Bruderschaften in Nürnberg, Augsburg oder Iglau und in den Aufzeichnungen von Hans Sachs als Schöpfer folgender 26 „Töne“ bzw. Reim-Schemata gewürdigt:
1. Überlang-Ton („Genesim tut“; Der Passion Christi: „Hört, wie Markus“) – „hält 121 reim“,
2. Hoch Verschlag-Weis (Der Fall Adams und Evas, 1553; Parabel Christi vom König, der seinem Sohn Hochzeit machte, 1562)[7]- 56,
3. Krönten-Weis, Kron-Ton, gekrönter Ton („Was ich erzähle“; Vom Saemann und Frucht des Samens, 1562: „Christus ratschlaget“; Ein andere Schulkunst) – 45,
4. Geflochten Ton („Das Alte Testamente“) – 40,
5. Gulden Ton (Ein geistlich Schulkunst, 1562; Das Evangelium am siebenten Sonntag nach Trinitatis. Marci 8. caput) – 38,
6. Lang- (Langer verschlagen) Ton („Mose hat uns beschrieben klar“) – 35,
7. Schlecht-Ton – 30,
8. Hoher Ton („О ihr Christen, freuet euch allesamen“; „Als die Jünger z'sam kamen in den Tagen“; Ein Danksagung etc., dass Gott die Seinen erhört. Der 34. Psalm …; „Mein Kind, vergiss meines Gesetzes nichte“) – 30,
9. Kreuz-Ton – 30,
10. Maien-Weis („O du getreuer Gott, wie lang“) – 29,
11. Verborgener Ton – 29,
12. Kaiserlicher Parat-Reien[A 5] (Lobgedicht auf Kaiser Maximilian, 1573: „In Ehren / Der Khayserlichen Cron“) – 29,
13. Probierter Ton („In dem Prediger Salomo“) – 26,
14. Seiten-Weis – 24,
15. Zank-Weis („Als Totilas gar prächtig“) – 22,
16. Hafer-Weis (Haber-Weis) – 22,
17. Klingend Tag-Weis – 22,
18. Klag-Weis („Wo ein Mensch denket an den Tod“) – 22,
19. Feielblüh (=Veilchenblüte)-, Feil-Blüh- oder Blüh[33]-Weis (Evangelii am Tag Purificationis Mariae, 1561; „Herr Salomo der Weise“; „Im sechsten uns beweiste“, 1565) – 22,
20. Fröhliche Gruß-Weis („Als Herzog Carol mächtig“) – 22,
21. Neuer-Ton („О Mensch, wie ist“; Die Erwählung Matthiam) – 21,
22. Verlorn-Ton – 21,
23. Kinder-Weis (Die Geburt Christi, 1561; „Höret, ihr Christen-Kinder“) – 20,
24. Maien-Reie-Weis oder Maienblüh–Reien, auch verkürzt (oder Fehlbenennung) Maien-Weis (Der Wandrer mit dem Hasen oder Vom Anschlag des Wanderers, 1567) – 20,
25. Unbenennt-Ton oder Unbenannte Weis – 19,
26. Kurz-Ton – 14.

Lorenz Wessel legte seinen Dichtungen auch Töne anderer Meistersinger zugrunde. So hat er 1565 in Eisenerz Die Auffahrt Christi in der Morgenweis Hans Sachs' verfasst oder 1568 in Wien ein Bar aus dem 4. Buch Mose in dem versetzten Ton des Paulus Ringsgwand gedichtet. Wegen der Verwendung des „Überkurzen Tons“ durch Lorenz Wessel bereits um 1570 wurde darüber hinaus auch seine Urheberschaft an den sogenannten „neuen Ofterdingen-Tönen“ im jüngeren Meistergesang vermutet.
Wessel dichtete Lieder zu biblischen Texten und Themen, aber auch über „weltliche Historien“, zeitgenössische Ereignisse oder Schwänke. In dem Lied Die Bäuerin mit dem Pelz, das schildert, wie ein erzürnter Kürschner als Bezahlung 4½ Fürze verlangt und von einer alten Frau überlistet wird, macht er sich über seinen eigenen Berufsstand lustig.
Die Stoffe des Freisingens in den zunftmäßig organisierten Meistersinger-Bruderschaften mussten nach Wessels Ansicht immer biblisch sein. Die Meistersinger standen – besonders in Österreich – fast geschlossen der Reformation nahe. Auch Wessels Heimatstadt Essen war 1563 nach jahrelangen Auseinandersetzungen endgültig evangelisch geworden.
Es sind insgesamt mindestens 46 Lieder Wessels bekannt, davon 40 im Wortlaut. Die Wiener Handschrift Peter Heibergers enthält Dichtungen Wessels zu 2. Mose 20,16  („8 gebot“) und 4. Mose 10–15 („Da Israel durch die Wüste zog.“ „ged. Lor. W. zu Wien. 4. mai 1568“), zu den drei Feinden Davids (Goliat, Saul, Abschalom), zu den Psalmen 38  und 103 , zu Sprüche 3,1  („Mein Kind, vergiss meines Gesetzes nicht!“), Jesus Sirach 1,1  („dieweil als Weisheit kommt von dem Herrn“), Matthäus 13  („dichts … 1562“), Lukas 11  („ein hort,… geschr. zu Steier 1587. 6 sept.“), zum Epheserbrief 5  („gedicht … im 1562 jar“) und zur Offenbarung des Johannes. Die Münchener Handschrift Heibergers enthält Lieder Wessels zu Psalm 34  (Text von Hans Sachs), Jesaja 53  („in dem verwürten Thon hans vogel“), Apostelgeschichte 1,15-25  (Die Erwählung Matthiam), 10  und 16  („in dem Langen Thon Hans Sachsen“), Matthäus 13,13f  („in der Rebenweis hans vogels“ Das Gleichnis vom Senfkorn), Markus 8  („in der Gulden Schlagweis Lienhart Nürmberg“) sowie das Gedicht Vom Anschlag des Wanderers.
Wessels kompositorisches Schaffen leistete einen wichtigen Beitrag zur Entwicklung des oberösterreichischen Meistergesangs.

## Werke
- Im Freyen ton Hanns Foltzenn, Namen der Meister Singer zu Steur, 1562; früher Stadtbibliothek Nürnberg (Will III, Nr. 782)[43]
  - (auszugsweise abgedruckt in:) Theodor Hampe: Ein Gedicht Lorenz Wessels über die Meistersinger in Steyr. In: Zur Geschichte des Meistersgesangs. In: Vierteljahrschrift für Litteraturgeschichte 6 (1893), S. 321–336, bes. S. 328–332 (Google-Books; eingeschränkte Vorschau), (Digitalisat im Internet Archive)
- (Akrostichon) Ein schöner Lobspruch zu Ehren … Maximiliano Römischen, Hungarischen vnd Behaimischem Künig. … Auch wirdt darinnen angezaigt vom leben und ende der … dreyen Künigen … als nemblich David, Ezechias vnnd Joseias. o. O. 1563 (Google-Books)
  - Ein schoen new Lied von den dreyen Kroenungen, Maximiliano Roemischen Hungarischem und Behmische[m] Koenige etc. zu Ehre[n] geticht …. o. O. o. J. [um 1563]
- Ein schön newes Klaglied, darinn kürtzlich bemeldet wirdt, wie der Türck diß 1566. Jar so jämmerlich die Christen ermordt vnd vmbbracht, auch wie er Schlösser, Stätt, Märckt vnd Dörffer zurissen vn[d] zerschleiffet, sonderlich vom Zigeth vnnd dem thewren Helden Graffen von Serin, wie er so stand hafftig sein leben geendet hat. Jm[m] Thon: So wolt ich gern singen, wann ich vor trawren möcht. Matthias Franck, Augsburg 1566[48]
  - Ein gar schönes warhafftiges Klaglied von der Belegerung vnd eroberung der Befestungen Siget in Vngern, mit anzeygung wie Ritterlich vnnd Mannlich sich der Gestreng und Wolgeborn Herr und Graff Niclaus von Serin, Röm. Kay. May. &c. General Oberster mit seinem Kriegsvolck darin[n]en gehalten vnd vmb sein leben kommen ist, im Monat Septembris Anno 1566. Jm Thon: Ach Gott ich thů dir klagen den jammer und grosse not, &c. Oder wie man das Lied von Olmitz singt. Durch Lorentz Wessel von Essen. (Beigebunden mit gesonderter Paginierung:) Der dritt Psalm Dauids. Jm Thon: O Jesu zart, Göttlicher art, &c. o. O. 1566 (Digitalisat der Staatsbibliothek Berlin)
  - Ein schön new Liedt. Von dem Grafen vnnd thewren Ritter vnnd Helden Graf Niclaus von Serin, wie er so Ritterlich in Vngern gestritten vnd gefochten hat wider den Erbfeind der Christenheit, den Türcken vnd seinen Hauffen. Valentin Neuber, Nürnberg 1566 (Digitalisat der Staatsbibliothek Berlin)
  - Ein hüpsch new Lied. Von dem Graffen, Thewren Ritter … Wie er so Ritterlich … Samuel Apiarius, Basel o. J. [um 1570]
  - Ein schön new Lied. Von dem Graffen und thewren Ritter …, wie er so ritterlich … o. O. o. J. [Schröter, Basel] 1619 (Digitalisat der Staatsbibliothek Berlin)
  - Ein schön new Lied. Von dem Graffen und thewren Ritter …, wie er so Ritterlich … Im Thon wie man das Lied von Ulmitz singet &c. o. O. [Berlin] 1625 (Digitalisat der Staatsbibliothek Berlin)
- (Akrostichon auf den Namen „Andreas Steinwerfer“) „Ein schön Geystlich Liede, darin[nen] der arme Sünder verzeyung der sünden begert, hinwider auch sich der gnad vnd barmhertzigkeyt Gottes, in Christo Jesu uns bewisen, zu trösten. Durch Lorentz Wessel. Im Thon: Auff gnad so wil ichs heben.“ In: Hundert Christenliche Haußgesang, Bd. I. Johann Koler, Nürnberg 1569, Nr. XVI
  - (Wiederabdruck in:) Philipp Wackernagel: Das deutsche Kirchenlied von der ältesten Zeit bis zu Anfang des XVII. Jahrhunderts, Bd. IV. B. G. Teubner, Leipzig 1874, S. 525f, Nr. 718 (Google-Books; eingeschränkte Vorschau)
- „Warhafftige Erschreckliche Newe Zeittung, wie es sich mit eine[m] fast Reichen Wuechrer unnd Fürkhauffer zu Wien in Osterreich den 18. tag Aprilis dieses 1570. Jar Begeben … Allen Wuecherern, Fürkhauffern vnnd Geitzhälsen zu einem abschewlichen Exempel … In gesang weiß gestellet. Durch Lorentzen Wessel von Essen. Im Thon: Was wöl wir aber heben an …“ Caspar Stainhofer, Wien 1570 (Google-Books)
  - „Warhafftige erschröckliche newe Zeittung …“ Alexander Hock, Tübingen 1570
  - Warhafftige erschröckliche newe zeytung …. Hans Koler, Nürnberg 1570 (Google-Books)
  - Warhafftige erschreckliche Newe Zeyttung …. s. n., Mainz, 1570
- „Ein annder schön new Geistlich Lied, von den jetzigen schwären voraugenschwebenden geferlichen vnd gestrengen Zeitten, mit einfürung der Göttlich vnd himlischen wunderZaichen, so sich täglich (bey vns) jetziger Zeit Zutragen, gehört und gesehen werden. Allen fromen Christen zu ainer tröstlichen vnd getrewen arnung gestellet. Im thon. Ich rueff zu dir Herr Jesu Christ, Ich bit erhör mein klagen.“ o. O. [Wien] 1570 (Google-Books)
  - Ein ander schön new Geystlich Lied …. (Beigebunden) In: Warhafftige erschröckliche newe zeytung …. Hans Koler, Nürnberg 1570 (Google-Books)
  - „Ein schön nye geistlick Leedt van den itzigen schwaren vor Ogen schweuender geuarliken vnde gestrengen tyden mit ynuoeringe der goedtliken wunderteken so sick dachlick by uns itziger tydt thogedragen gehoert unde gesehen werden. Allen framen Christen tho einer troestliken unde getruewen warninge gestellet.“ Johann I. Balhorn, Lübeck 1570
- Drey Schöner Klaglieder: Das erst, Von dem Graffen vnd thewren Ritter, Nicolaus von Serin, wie er so Ritterlich in Hungern gestritten vnd gefochten hat, wider den erbfeind den Turcken. Das ander, Von dem Edlen gestrengen vnd thewren Ritter, Turj Georgen der Röm. Kay. May. Oberster zu Camiß in Vngern, wie er durch verräterey, der Türcken, mit sampt seinen Rittersleuten vnd Huseren, den 9. Aprillis, in dem 1571. Jar, durch den Erbfeind, bey gemelter Vestung Camissa ist vmbko[m]men. Jm Thon, Jch stund an einem Morgen. Das drit, Jch armer Sünder klag mich sehr, wie soll mir, &c. o. O. o. J. [Burger, Regensburg 1571] (Google-Books)
  - (Wiederabgedruckt in:) Philipp Maximilian Körner, Johann Andreas Schmeller: Historische Volkslieder aus dem sechzehnten und siebenzehnten Jahrhundert nach den in der K. Hof- und Staatsbibliothek zu München vorhandenen fliegenden Blättern gesammelt und herausgegeben. Ebner & Seubert, Stuttgart 1840, S. 211–226, Nr. 25 (Digitalisat der Bayerischen Staatsbibliothek München)
- Zwo erschröckliche Newe zeitung, welche sich diss lxxj.Jar hant zugetragen. Die erst ist, Wie der Türck, die Statt Nicosiam, in Cypern hat eingenommen, auch wie vil Tausent Christen er gefangen … Die ander ist, Von dem Christlichen Ritter, Herrn Turj Georgs, wie er von den Türcken durch verräterey, diss 1571.Jars erbärmlich vmbkommen ist, in der Vestung Cammiss. o. O. 1571
- Ein schön new Lied: Von dem Erschrecklichen Geschicht, so geschehen ist ein Meil weges von Saltzburg, de 10. tag Januarij, im 71. Jar. Im thon Magdeburg halt dich feste. Das ander lied: von den wucherern die das korn auffkaufft haben und wie sie Gott gestrafft hat das es zu muecken ist worden in diesem 71. jar geschehen. Im thon jspruck ich mus dich lassen. o. O. o. J. [Johann I. Balhorn, Lübeck um 1571]
  - Newe Zeitung, WJe in disem M.D.LXXJ. Jar Ein Meil wegs von Saltzburg ein Ampt man gesessen, welcher viel Getreidig, auff grosse thewrung wartende, ligen gehabt … Item noch ein erschröcklich geschicht, Wie es sich mit einem fast Reichen Wucher, vnd fürkauffer zu Wien in Osterreich begeben, … Durch Lorentz Wessel von Essen Bürger zu Wien in Osterreich. Wilhelm Berck, Köln 1571 (Digitalisat (nur Titelblatt) der Österreichischen Nationalbibliothek Wien)
- „Warhafftige newe Zeitung und grüntliche Beschreybung einer Gerichtshandlung, welche sich im Land Osterreich in einem Dorff, Eybenstal genant, nahent bey Mystelbach, hat zugetragen, wie Paurn oder Raths Herren daselbst einen unschuldigen und frummen Man von eines Diebstals wegen gefengklich haben einzogen, denselbigen in der strengen Frag verhalten, biss sie ihn gar zu todt haben gestreckt … und ist erbärmlich zu lesen unn zu singen“… Volendt und gedicht zu Mistelbach, durch L. W. V. E. den 15. tag Augusti, im 1570. Michael Manger, Augsburg 1571 (Digitalisat der Staatsbibliothek Berlin)